# San José, Nariño
San José är en ort i Colombia.   Den ligger i departementet Nariño, i den västra delen av landet, 600 km sydväst om huvudstaden Bogotá. San José ligger 39 meter över havet och antalet invånare är 1 772.
Terrängen runt San José är huvudsakligen platt. San José ligger nere i en dal. Runt San José är det glesbefolkat, med 13 invånare per kvadratkilometer. Närmaste större samhälle är Barbacoas, 12,0 km öster om San José. I omgivningarna runt San José växer i huvudsak städsegrön lövskog.